# Bénac (Ariège)
Bénac település Franciaországban, Ariège megyében. Lakosainak száma 174 fő (2022. január 1.). Bénac Brassac, Saint-Pierre-de-Rivière és Serres-sur-Arget községekkel határos.

## Népesség
A település népességének változása:
| Lakosok száma | 107  | 118  | 125  | 178  | 172  | 179  | 182  | 179  | 177  | 174  |
|               | 1968 | 1982 | 1990 | 2006 | 2013 | 2015 | 2017 | 2019 | 2020 | 2022 |